# Meriküla
Koordinaten: 59° 25′ N, 27° 58′ O

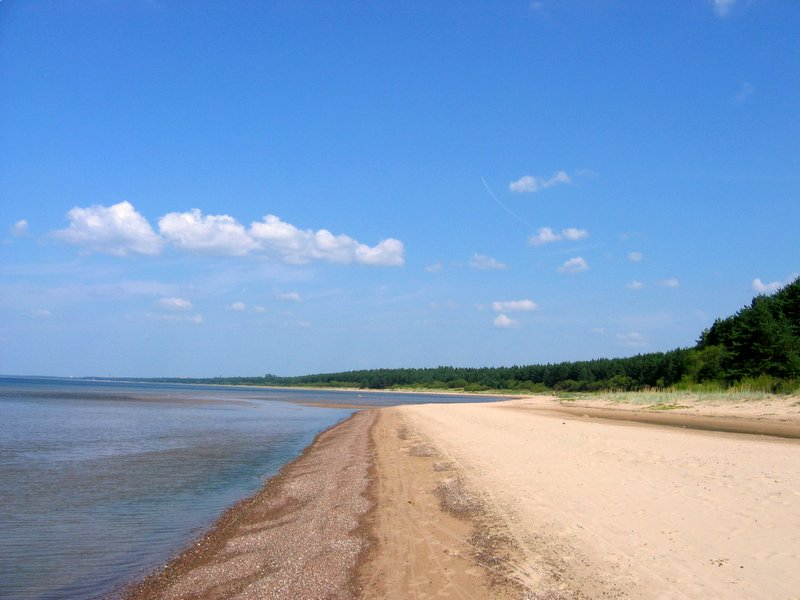
Der Strand von Meriküla am Finnischen Meerbusen

Meriküla (deutsch Merreküll) ist ein Dorf (estnisch küla) in der Stadtgemeinde Narva-Jõesuu (bis 2017 Landgemeinde Vaivara). Es liegt im Kreis Ida-Viru (Ost-Wierland) im Nordosten Estlands.

## Beschreibung
Das Dorf hat 17 Einwohner (Stand 1. Januar 2012). Es liegt an der Ostsee, 37 Kilometer von der Stadt Jõhvi entfernt. Durch den Ort fließt der Laagna-Bach (Laagna oja).

## Sommerfrische
Das Dorf wurde nach 1653 gegründet. Die lutherische Kapelle ließ 1863 der Ratsherr William Richard Gendt aus Narva errichten. Sie wurde aufgrund ihrer Lage Waldkapelle genannt. Gottesdienste wurden dort nur im Sommer abgehalten.
Auf Gendts Initiative entwickelte sich Mereküla zu einem Ort, an dem Estländer und Russen gerne die Sommerfrische genossen. Der Badeort Bad Merrekküll erfreute sich Ende des 19. Jahrhunderts großer Popularität. Neben etwa neunzig Sommerhäusern entstanden in Meriküla ein Kurhaus, ein Pensionat, eine Poststelle, ein Telegrafenamt sowie – im Sommer – eine Apotheke und eine Wasserheilanstalt.
Der Ort war besonders bei russischen Adligen und deutschbaltischen Bürgern beliebt. Er lockte auch zahlreiche Künstler aus der russischen Hauptstadt Sankt Petersburg an.
1877 wurde zu Gendts Ehren in der Nähe der Kapelle ein Denkmal errichtet, das an den Gründer des Kurorts erinnert. Es ist bis heute erhalten. Die Kapelle wurde in den 1960er Jahren als orthodoxes Gotteshaus von Narva-Jõesuu umgestaltet.

## Erster Weltkrieg
Während des Ersten Weltkriegs baute die zaristische Armee auf dem nahegelegenen Klint eine Seefestung. Die Batterie diente dem Schutz des Hafens von Narva-Jõesuu. Sie war über eine kleine Eisenbahntrasse mit dem Bahnhof von Auvere verbunden. Kanonen wurden während des Weltkriegs allerdings nicht installiert. Erst mit dem Estnischen Freiheitskrieg zwischen Estland und Sowjetrussland bekam die Strandbatterie eine neue militärische Bedeutung. Die beiden Kanonen kamen allerdings nie zum Kampfeinsatz. Nach dem Waffenstillstand vom Januar 1920 und dem einen Monat später geschlossenen Friedensvertrag von Tartu wurden sie außer Dienst gestellt und einige Jahre später in ein Waffendepot verfrachtet.

## Zweiter Weltkrieg
Am 14. Februar 1944 landeten bei Meriküla von der Insel Bolschoi Tjuters aus etwa 500 Marineinfanteristen der Roten Armee. Die ankommenden Soldaten wurden von der Wehrmacht sofort unter schweres Feuer genommen. Dennoch gelang es ihnen, unter schweren Verlusten Meriküla zu erobern. Am Morgen des 15. Februar wurde der Ort von den deutschen Verstärkungen allerdings wieder eingenommen. Nahezu alle sowjetischen Soldaten wurden gefangen genommen oder getötet.
In den 1970er Jahren wurde im Ort ein Denkmal errichtet, das an die sowjetische Militäroperation erinnert.